# Olympiad
En olympiad är en period av fyra år mellan två olympiska spel.

## Olympiader i äldre tider
I det antika Grekland var en olympiad en period av fyra år, som började med spelen (eller "lekarna" som man ibland säger) i Olympia. Den första historiskt kända olympiaden började år 776 f.Kr.
Spelen hölls i början av olympiadens första år. Årets början räknades från första fullmånen närmast efter sommarsolståndet. (Efter 330 f.Kr. räknades olympiadens år något annorlunda.)

## Olympiader i modern tid
Termen olympiad har i modern tid länge använts som benämning för själva spelen, men numera använder Internationella Olympiska Kommittén (IOK) begreppet olympiad för att beteckna en period av fyra år.

## Kulturolympiad
En "kulturolympiad" instiftades i Aten, vilken inrymmer alla kulturevenemang som anordnas av den olympiska rörelsen. Med denna olympiad betecknas de fyra åren 2001-2004.

## Annan användning
Utanför IOK används termen olympiad ibland för att beteckna själva de olympiska spelen. Den används också för andra tävlingar, såsom internationella vetenskapsolympiaderna för ungdomar och Schackolympiaden. I de fallen används begreppet olympiad vanligtvis för att beteckna själva tävlingen.